# Taşköprüzade
Ahmed Taşköprüzade (طاشكبري أحمد) ali Ahmed ibn Mustafa ibn Halil Taškubrizada (أحمد بن مصطفى بن خليل طاشكبري) je bil osmanski zgodovinar-letopisec, ki je živel med vladanjem Sulejmana Veličastnega. Znan je po svoji veliki enciklopediji biografij, * 3. december 1494, †  16. april 1561.

## Življenje
Družina je bila znana kot "Taşköpülüler" (Taşköprüjci), ker je bil Ahmedov stari oče profesor na medresi Muzaferije Hajredina Halila v  Taşköprüju. 
Taşköprülüzade je začel svoje šolanje pri očetu in stricu  Kemaleddinu Kasimu v Ankari in Bursi in končal v Istanbulu.  Leta 1525 je bil imenovan za predstojnika Oruč Paševe medrese v Didimotiki in zatem Hadži Huseinove medrese v Istanbulu. Kasneje  je deloval kot profesor na več medresah v Skopju in Edirnu. Leta 1545 je bil imenovan za sodnika (kadi) v Bursi in leta 1551 v Istanbulu. Zaradi težav z vidom je bil leta 1554 upokojen in je nadaljeval delo na objavi svojih spisov.

## Dela
- Shaqāʾiq al-Nuʿmāniyya fī ʿUlemāʾal-Dawla al-ʿUthmāniyya (الشقائق النعمانية في علماء الدولة العثمانية) -  'Anemone osmanske ere':[2] biografska enciklopedija del 552 učenjakov in šejkov od sultana Osmana I. do Sulejmana I.. Delo je primarni vir za življenjepise učenjakov in znanstvenikov iz obdobja Mehmeda II.
- Şaka'ikü'n-Nu'maniye fi-Ulemai'd-Devletü'l-Osmaniye (turščina), ali Şakaik-ı Nu'maniye ve zeyilleri (turščina).[3]
- Miftāḥ al-Saʿāda wa-miṣbāḥ al-Siyādah (مفتاح السعادة ومصباح السيادة) – 'Ključ do sreče in božje luči'; enciklopedija, pisana v arabščini. Kâtip Çelebi je enciklopedijo razširil in objavil pod naslovom  Miftāḥ al-Saʿāda. Slednja je postala osnova za arabsko-latinski in arabsko-francoski prevod evropskih orientalistov Gustava Leberechta Flügela in Barthélemyja d'Herbelota. Prevoda sta bila objavljena pod naslovoma Bibliographical and Encyclopaedic Lexicon in Bibliothèque Orientale.
- Miftâhü’s-Sa‘âde (arabščina) ali Misbâh-üs-Siyâde fî Mevduât-ul-Ulûm (arabščina); razprave o znanostih tistega časa in piscih na teh področjih.
- Mevzuat ül-Ulum (موضوعات العلوم) ali Mevḍuʿât-ül-Ulûm (turška izdaja), 'Polja znanosti';[4] Delo je prevedel njegov sin Kemâleddîn Mehmed Efendi.
- Al-Risālah fī al-Qaḍāʼ wa-al-Qadar (رسالة في القضاء والقدر) - 'Razprava o božjem odloku in sodbi'.[5]
- Osmanlı bilginleri (Istanbul, 2007)[6] Sufijeva biografija.
- Nawādir al-Akhbār fī Manāqib al-Akhyār.